# 920 Rogeria
920 Rogeria è un asteroide della fascia principale del diametro medio di circa 23,89 km. Scoperto nel 1919, presenta un'orbita caratterizzata da un semiasse maggiore pari a 2,6242081 UA e da un'eccentricità di 0,1039464, inclinata di 11,57877° rispetto all'eclittica.
Il nome per questo asteroide è stato scelto a caso dal popolare calendario Lahrer Hinkender Bote, pubblicato nella città di Lahr/Schwarzwald, in Germania.